# Pierre Pêcher
Pierre Émile Marie Pêcher (Anversa, 15 aprile 1907 – ...) è stato uno schermidore belga, vincitore di una medaglia di bronzo nel Fioretto a squadre ai Campionati Internazionali di scherma di Liegi 1930.